# Termodinamica quantistica
La termodinamica quantistica è un campo di ricerca nuovo che intende unire le due teorie indipendenti della termodinamica e della meccanica quantistica.
Nel 1905 Albert Einstein affermò che i requisiti di consistenza tra termodinamica ed elettromagnetismo avrebbero portato alla conclusione che la luce è quantizzata, ottenendo la relazione {\displaystyle E=h\nu }. Questo articolo fu l'alba della teoria dei quanti. In pochi decenni, la teoria diventò indipendente con una sua serie di regole. Attualmente la termodinamica quantistica studia l'emergere delle leggi della termodinamica dalle leggi della meccanica quantistica. Differisce dalla meccanica quantistica statistica nell'enfasi sui processi dinamici fuori dall'equilibrio. In più c'è una ricerca per la teoria che possa essere rilevante per un singolo sistema quantistico.